# Mary Rose Museum
Mary Rose Museum er et historisk museum i Portsmouth i Storbritannien som drives af stiftelsen Mary Rose Trust. Museet er tilegnet det engelske 1500-talsskib Mary Rose som var i aktiv tjeneste i Henrik 8.s flåde. Museet blev bygget efter bjergningen af Mary Rose i 1982.
Museet åbnede i 1984 og viser genstande fra skibet samt selve skibet, også mens det, siden 1994, har været under konservering. I september 2009 lukkede skibshallen for at give plads til opførelsen af et nyt museum, der åbnede i maj 2013. Den fuldstændige konservering af Mary Rose ventes færdig i 2016, og den vil da blive fuldt integreret i det nye museumsmiljø.
I 2014 rundede museet 500.000 besøgende.